# Gerardo Tamez
Héctor Gerardo Tamez Domínguez (Chicago, 6 de mayo de 1948) es un guitarrista, compositor, arreglista y docente mexicano. En 2018 recibió la Medalla Bellas Artes, galardón que otorga el Instituto Nacional de Bellas Artes y Literatura de México en reconocimiento por su trayectoria y aportes a la cultura mexicana y universal.
Fue miembro fundador del grupo Los Folkloristas; y actualmente es director del grupo Terceto de Guitarras de la Ciudad de México y del Ensamble Tierra Mestiza, de los cuales también es fundador.
Tierra Mestiza es una de sus obras más emblemáticas por la que ha recibido reconocimientos y homenajes en diversas ocasiones.

## Biografía
Nació en Chicago, Illinois, Estados Unidos el 6 de mayo de 1948. Es hijo de Héctor Tamez González, abogado y aficionado a la guitarra y de Rosa Elena Domínguez Ibarra, aficionada al canto y publicista de profesión.
La música estuvo presente en la vida de Gerardo Tamez desde su infancia. Su abuela le dio sus primeras clases de piano a los 6 años de edad.
Desde niño tuvo contacto con la música folklórica latinoamericana con la que sintió afinidad y pertenencia aún en los tiempos en los que debido a diferentes circunstancias familiares debió cambiar de entorno en varias ocasiones hasta mudarse definitivamente a la Ciudad de México donde desarrolló su carrera profesional.
En 1966 fundó junto a otros artistas el grupo musical Los Folkloristas con el fin de difundir la música tradicional latinoamericana. La trayectoria de esta agrupación congregó en “la Peña de Los Folkloristas” ubicada en la Colonia del Valle de la Ciudad de México a grandes artistas de la época, muchos de ellos exiliados en México debido a las dictaduras militares que atravesaban sus países de origen.
En la Peña ofrecieron conciertos Víctor Jara, Inti-Illimani, Soledad Bravo, Atahualpa Yupanqui, Isabel Parra, Raúl García Zárate, Los Calchakis, Mercedes Sosa, Silvio Rodríguez, Daniel Viglietti, Pablo Milanés, Nicomedes Santa Cruz, entre otros.
Hacia fines de los años 70, Gerardo decidió separarse del grupo y lanzar su propia carrera como músico. Estudió Guitarra en el California Institute of the Arts y el Conservatorio Nacional de Música de la Escuela Nacional de Música de la UNAM, así como en el Centro de Investigación y Estudios Musicales (CIEM).
En su formación participó en cursos con guitarristas y compositores como Leo Brouwer, Abel Carlevaro y el maestro Guillermo Flores Méndez.
La composición musical de Gerardo ha sido apoyada en tres ocasiones por el Sistema Nacional de Creadores de Arte (FONCA) y también por el Fondo Nacional para Actividades Sociales (FONAPAS).

## Reconocimientos y homenajes (selección)
El 20 de agosto de 2018 le fue otorgada la Medalla de Bellas Artes, galardón que otorga el Instituto Nacional de Bellas Artes y Literatura (INBAL), por su trayectoria y contribución al desarrollo, a la difusión del arte y a la formación de futuras generaciones.

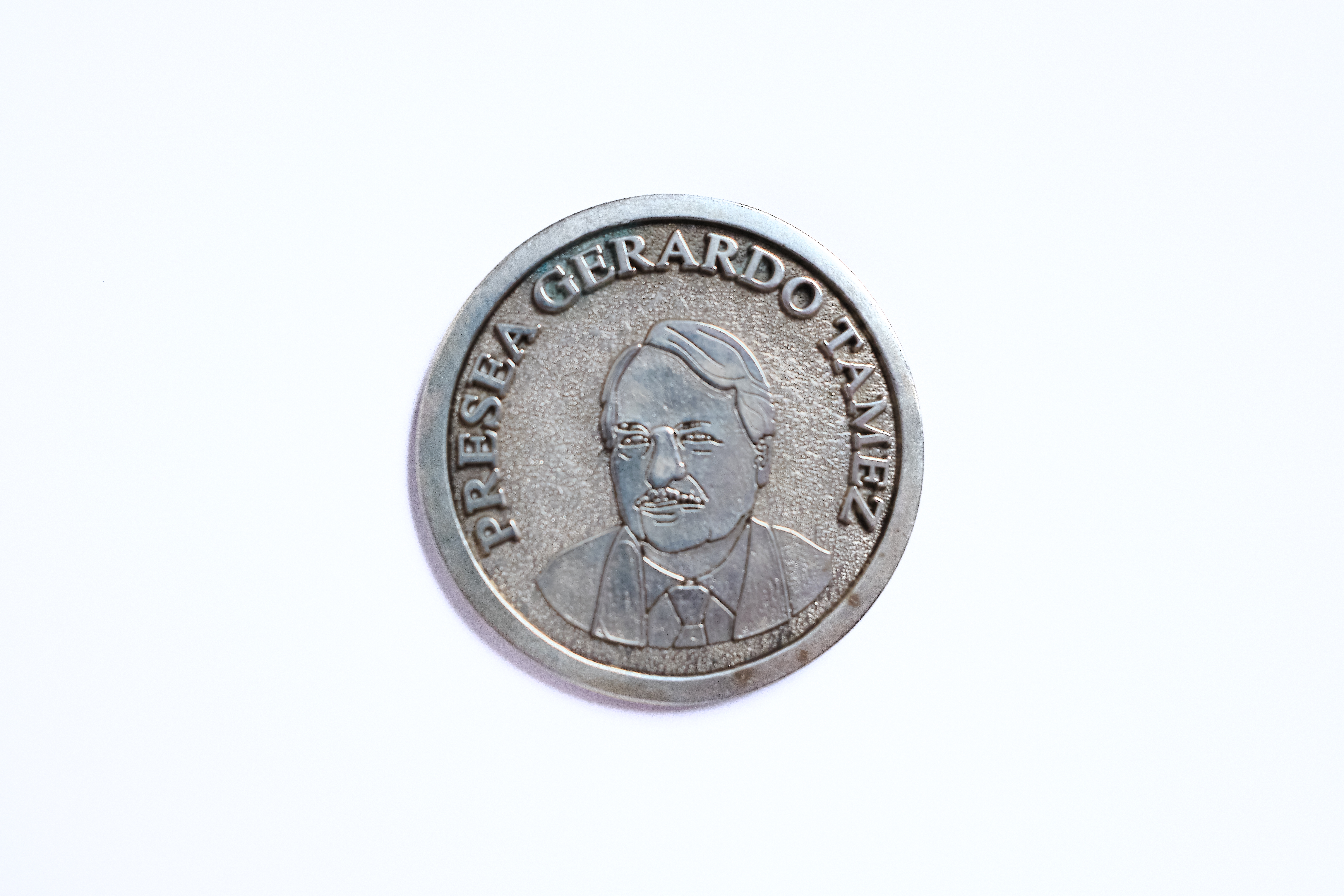
Presea Gerardo Tamez, EMEH, 2013.

La Escuela de Música del Estado de Hidalgo creó la presea Gerardo Tamez en 2013 con el fin de reconocer el mérito de músicos hidalguenses en la música académica.
Gerardo Tamez ha sido homenajeado en diversos festivales y encuentros artísticos como en el Festival Internacional de Guitarra de Taxco, el VII Festival Internacional de Compositores a la Guitarra “Pa´lo escrito”, en el Concierto-Homenaje: “Matices de mi Tierra”, de la Orquesta Filarmónica de Pachuca, por el Festival de Guitarra Infantil y Juvenil Ollin Yoliztli, también por la Sociedad de Autores y Compositores de México (SACM) en el 40° aniversario de Tierra Mestiza y en el evento: "Homenaje y Reconocimiento a la Trayectoria 25 y más", por su aporte al acervo cultural mexicano durante su trayectoria como compositor.
Su trabajo ha sido reconocido en el Festival Internacional de Música Mexicana de Nuevo León, en el 20° Encuentro de Músicos Tradicionales de Morelos, en el Concurso y el Vl Festival de Guitarra Internacional, en el Vl Festival Internacional de la Sierra en Puebla y en el Festival Internacional de Guitarra Clásica del Conservatorio Nacional de Música.

## Trayectoria

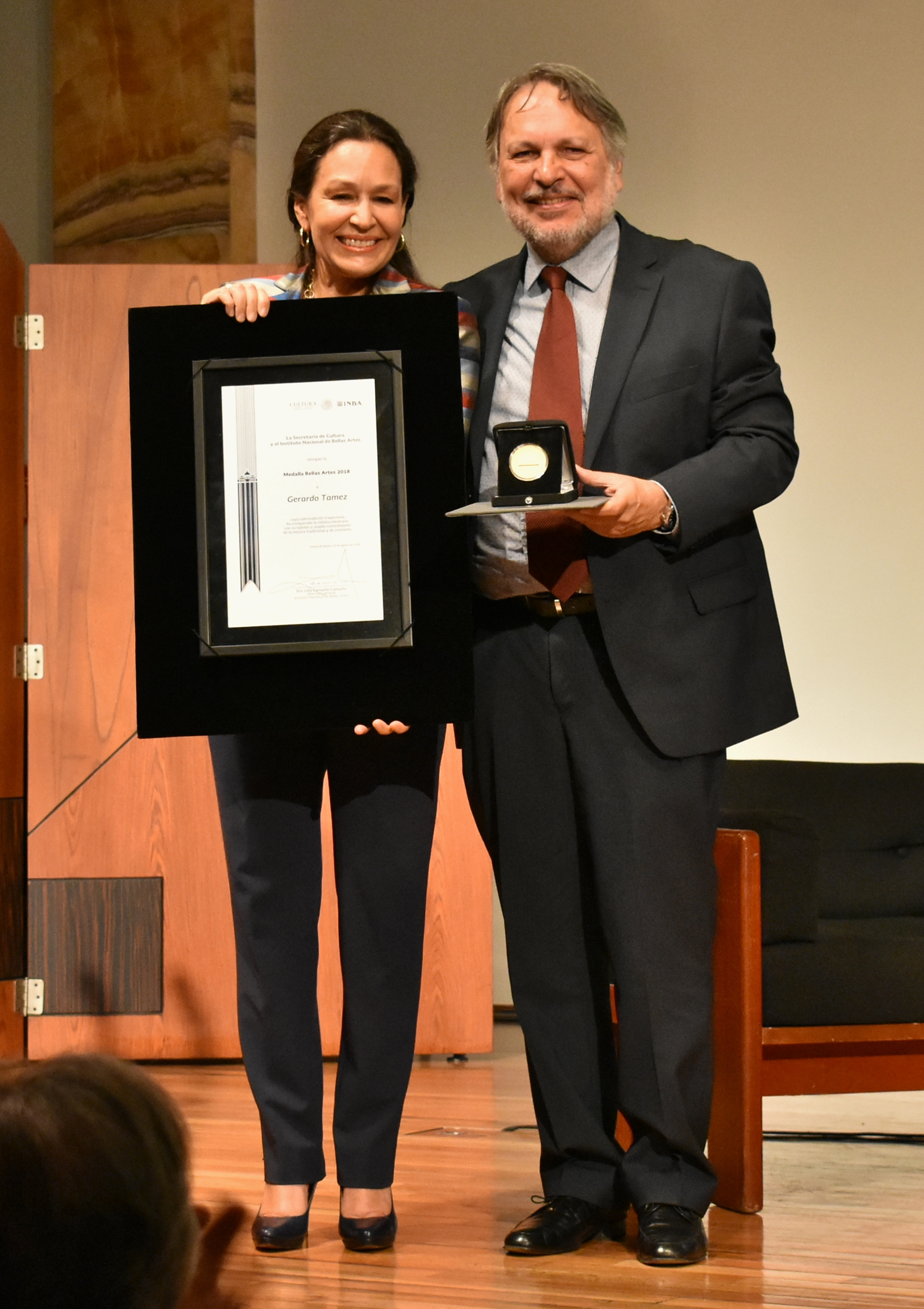
Gerardo Tamez recibiendo la medalla de Bellas Artes, 2018.

Sus obras para guitarra y otros instrumentos solistas, así como de cámara y sinfónicas, sincretizan, revaloran y difunden géneros propios de la música popular y vernácula mexicana desde la pirekua hasta cardenche, además de variedad de sones desde el istmeño hasta el huasteco.
Como intérprete se ha presentado en diferentes salas en países como México, Estados Unidos, Argentina, Brasil, Honduras, Uruguay, Chile, Costa Rica, Cuba, Francia, Italia, Alemania y Corea del Norte.
Gerardo Tamez ha realizado arreglos musicales para artistas como Plácido Domingo, Tania Libertad, Fernando de la Mora, Eugenia León, Irasema Terrazas, Kika Edgar, Amparo Ochoa, Gabino Palomares, Carlos Díaz “Caito”, Salvador “Negro” Ojeda, entre otros.
También para orquestas sinfónicas como la de Santo Domingo (República Dominicana), la Camerata de las Américas, la Orquesta Sinfónica de la Universidad Autónoma del Estado de Hidalgo, la Orquesta Sinfónica de Oaxaca y la Orquesta de la Sociedad Filarmónica de Conciertos, entre otras.
Durante muchos años ha trabajado como docente de guitarra en la Escuela Nacional de Música (hoy Facultad de Música) de la UNAM y en la materia de Composición, Folklore y Guitarra en el CIEM y en la Escuela de Música del Estado de Hidalgo.

### Tierra Mestiza
Tierra Mestiza fue estrenada en el Palacio de Bellas Artes, en 1976. Es una pieza para flauta de carrizo, violín, vihuela, guitarra y guitarrón, aunque el autor ha hecho versiones para distintas agrupaciones de cámara y sinfónicas.
Esta obra forma parte del repertorio de múltiples solistas y ensambles y ha sido utilizada por varios medios y cintas cintematográficas como And Starring Pancho Villa as Himself (2003) de Bruce Beresford, El Norte (1983) de Greg Nava y por el programa La Hora Nacional en México.

### De Murmullos (Homenaje a Juan Rulfo)
De Murmullos es una obra finalizada en 1996, creada en conmemoración del escritor, guionista y fotógrafo, Juan Rulfo, autor de Pedro Páramo y El Llano en Llamas.
La obra musical compuesta para banda sinfónica, narrador, coro y  guitarra retoma siete pasajes claves de la novela Pedro Páramo: Vine a Comala, El Silencio, Susana, Canciones lejanas, Allá hallarás mi querencia, Luto y fiesta y Final.

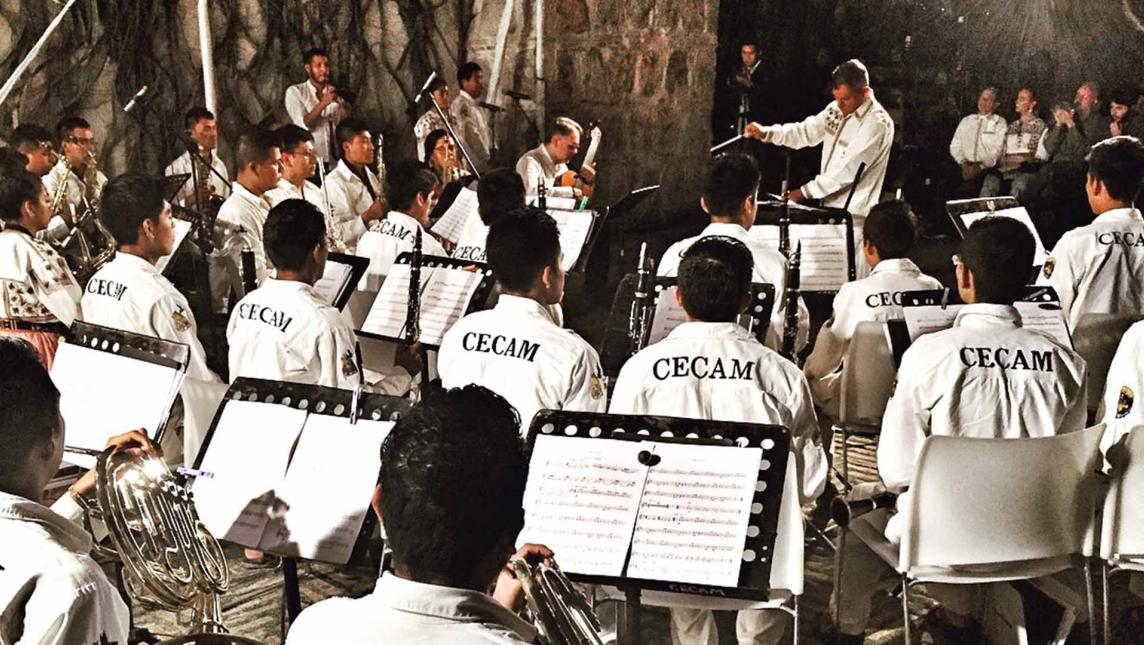
Estreno de la obra De Murmullos en el CECAM, 2017.

De Murmullos en su versión para banda sinfónica se estrenó mundialmente en el Centro Cultural San Pablo con la Banda Filarmónica del Centro de Capacitación Musical y Desarrollo de la Cultura Mixe (CECAM) en 2017.
Como parte del estreno se lanzó el disco "El círculo se cierra" por los 100 años de Juan Rulfo y 40 años del CECAM.
En el marco de los 100 años de Juan Rulfo, Gerardo Tamez también participó en la serie documental Cien Años con Rulfo dirigida por Juan Carlos Rulfo.
En 2018, De Murmullos fue estrenada mundialmente con la orquestación de cámara original en el marco del 7° Festival Artístico de Otoño con la Orquesta de Cámara de Bellas Artes y Los Folkloristas en el Centro Cultural Roberto Cantoral.

### Los Folkloristas
Gerardo Tamez fue miembro fundador del grupo de música Los Folkloristas con el cual recibió el Premio de la Unión de Cronistas de Teatro y Música en Radio y Televisión en 1972.
Su actividad dentro de esta agrupación recorre 13 años de su carrera artística, entre 1966 y 1979. Junto a Los Folkloristas dio conciertos en diferentes países y grabó más de diez discos.
El 20 de agosto de 1976 se estrenó Tierra Mestiza, una de sus obras más reconocidas como compositor en el Palacio de Bellas Artes, siendo también el primer grupo de música popular y tradicional en presentarse en este recinto de la Ciudad de México.

### Terceto de Guitarras de la Ciudad de México

Terceto de Guitarras de la Ciudad de México, 2008.

El grupo inició en 1987 por iniciativa de Gerardo Tamez junto con Julio César Oliva y Antonio López con la intención de expandir el repertorio de música de cámara con transcripciones y obras originales. Posteriormente en lugar de Oliva se integró Tomás Barreiro.
El terceto se ha presentado tanto en México como en Argentina, Brasil, Italia, Francia y Estados Unidos; y en salas como la Manuel Ponce del Palacio de Bellas Artes, el Centro Cultural Universitario UNAM, el Encuentro Internacional de Guitarra Salamanca, el Museo Nacional de Arte Ciudad de México, el Encuentro Internacional de Xalapa o el Festival y Concurso Nacional de Guitarra Clásica Ramón Noble, entre otros. Ha grabado dos discos.

### Ensamble Tierra Mestiza

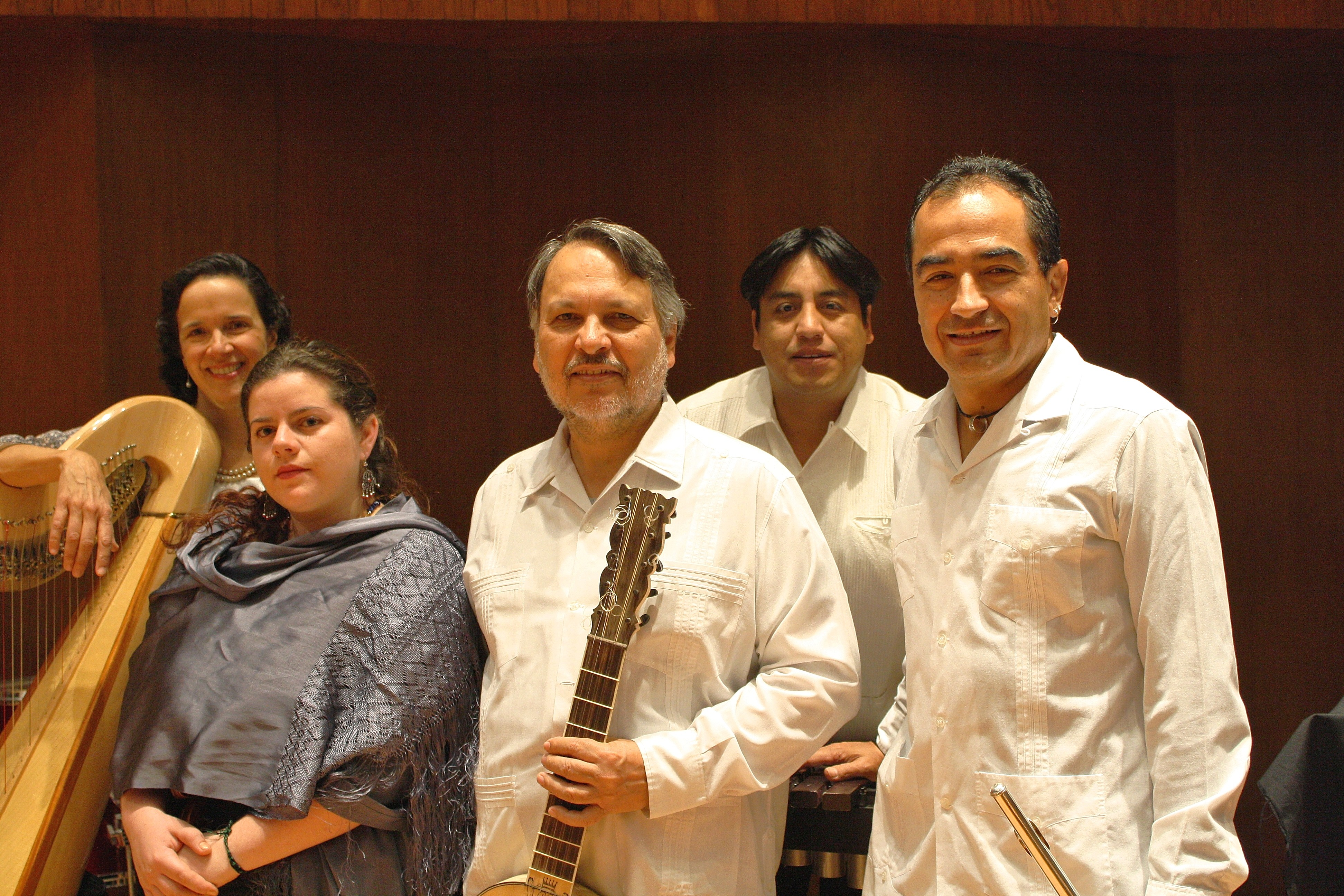
Ensamble Tierra Mestiza, 2010.

El Ensamble Tierra Mestiza se funda en 2005 con la intención de ligar la música barroca con la del siglo XX. Sus piezas, muchas de ellas compuestas por Gerardo Tamez, mezclan elementos africanos, árabes, europeos e indígenas con la intención de integrar la herencia de las raíces latino-americanas.
El grupo se encuentra integrado por Gerardo Tamez en la guitarra, Mercedes Gómez en el arpa, Teodoro Gálvez en el violín y Carlos García en la voz, flauta y percusiones.
El Ensamble se presentó en el Encuentro Latinoamericano de Arpistas, el Concurso y Festival Internacional de Guitarra de Taxco, el Festival Internacional de Arte y Cultura Quimera, el Instituto Cultural Mexicano de Washington y el Conservatorio Nacional de Música entre otros.

## Catálogo de obras
Solos
- Arrullo a Mateo (2020) Guitarra. (2'40) Dedicado a Mateo Laguna Rulloni. Estrenada por Juan Carlos Laguna en Jornadas Candelario Huízar 2021, Arrullo para dos:Canciones de Cuna mexicanas.
- Jucheti María Toñita (2008) Piano. (1’30”) Comisionada por Instrumenta Oaxaca y dedicada a María Antonieta Lozano en su homenaje.
- Arrullo a Martina (2007) Guitarra. (3’).
- Pirecua en Nogal (2007) Guitarra. (3’30”) Comisionada por Juan Carlos Laguna.
- Veinte piezas sencillas (2005) Guitarra. (17’)  Comisionada por la Escuela de Música del Estado de Hidalgo.
- Platerías (Homenaje a Taxco) (2002) Guitarra. (5’30”) Comisionada por el V Concurso y Festival Nacional de Guitarra de Taxco, y estrenada por Juan Carlos Laguna.
- Rasgueos de Son (1993) Guitarra. (4’). Estrenada en la sala Manuel M. Ponce, Bellas Artes.
- Tres piezas infantiles (1988) Piano. (2’).
- Tres piezas chiquitas (1987) Piano. (3’30”).
- Son-ata (1986) Guitarra. (12’). Estrenada en La Guitarra en México, Casa de la Paz de la UAM.
- Cielo Rojo (1985) Arpa. (12’) Comisionada y estrenada por Lidia Tamayo en la Sala Carlos Chávez.
- Viñetas (1984) Guitarra. (13’) Comisionada y estrenada por Antonio López.
- Guajira Va (1979) Guitarra. (3’30”).
- Zapateado (1978) Guitarra. (2’).
- Atravesado (1978) Guitarra. (3’).
- Sentires (1977) Guitarra. (3’30”).
- Aires de Son (1977) Guitarra. (7’).
- Preludio (1976) Guitarra. (3’30”).
- Estudio 1 (1976) Guitarra. (2’30”).

Dúos
- Guitarrabajeando (2012) Guitarra y contrabajo. (8’).
- Canto y son (2012) Oboe y guitarra. (7’).
- Aire paracano (2011) Arpa paraguaya y guitarra. (6’).
- Fantason (2011) Clarinete y guitarra. (6’).
- Romanza en fuga (2008) Fagot y guitarra. (8’). Cuenta con versión para clarinete y guitarra.
- Percutarra (2008) Guitarra y percusiones. (7’).
- Habanera y son (2008) Violín y guitarra. (7’) Estrenada en el VI Concurso y Festival Internacional Guitarra Sin Fronteras, Chihuahua, Chihuahua.
- Divertison (2008) Flauta y guitarra. (6’).
- Sondango (2007) Guitarra. (6’) Comisionada por el dúo González-Salinas.
- Arpatlan (1995) Guitarras. (13’). Estrenada por el Terceto de Guitarras de la Ciudad de México.
- Tírata (1988) Flauta y guitarra. (2’).
- Cuatro piezas cortas (1985) Violoncello y guitarra. (8’).
- Percuson (1980) Guitarra. (6’) Estrenada en el Festival Hispano-Mexicano en Madrid.

Tríos
- Trianzón (2010) Violín, guitarra y contrabajo. (6’).
- Sontenario (2010) Guitarras. (6’) Con apoyo del SNCA para el Terceto de Guitarras de la Ciudad de México.
- Arpatlan (1995) Versión para tres guitarras.(13’).
- Triariachi (1991) Violín, guitarra y contrabajo. (8’) Comisionado y estrenado por el conjunto suizo Orches’Trio.
- De Pascola (1986) Guitarras. (6’) Estrenada en el Templo de Santa Teresa la Antigua, Ciclo La Guitarra Hoy, del INBA.

Cuartetos
- Percutata (2013) Percusiones. (9’) Comisionada por el Ensamble Baquetofonía.
- N’awari (2010) Guitarra. (10’) Comisionada por la Universidad Autónoma de Zacatecas para el Ensamble Kanari.
- Jícamo a 4 (2004) Guitarras. (10’) Comisionada por el FONCA para el Cuarteto de Guitarras de la Ciudad de México. Cuenta con una versión para flauta, violín, arpa, guitarra y percusiones (10').
- Yocoyani (1994) Percusiones. (10’) Estrenada por Tambuco en el Festival Cervantino).
- Percuson Cuenta con una versión para tres guitarras, para cuatro guitaras y para cuatro percusionistas.

Quintetos
- Quinteson (2011) Guitarra y cuarteto de cuerdas. (16’).

Orquesta de guitarras
- Son Veinte (2021) (3’58) 20 Aniversario de la Escuela de Música del Estado de Hidalgo.
- Guitarrayotl (2014) (5’) Comisionada por la Orquesta de Guitarras Atlixcayotl.
- Sonjosé (2009) (9’) Estrenada en el Festival Internacional de Guitarra de Costa Rica.

Orquesta de guitarras con solista
- Concertlixco (2016) (14’).

Conjuntos instrumentales
- Paisajes de son (2019) Flauta, violín, arpa y guitarra. (14’.
- Danzarimba (2011) Saxo alto, marimba, guitarra, contrabajo y batería. (8’).
- Folía y son (2010) Flauta, violín, arpa, guitarra y percusiones. (10’).
- Arpatlan (1995) Arpas clásicas, folklóricas, jarana, cuatro llanero, guitarra, contrabajo y percusiones. (13’) Comisionada por el Segundo Encuentro de Arpas de Latinoamérica, estrenada en la Sala Nezahualcóyotl, UNAM.
- Tierra Mestiza (1976) Flauta de carrizo, violín, vihuela, guitarra y guitarrón. (3’30”) (estrenada en el Palacio de Bellas Artes por Los Folkloristas. Cuenta con versión para dos guitarras, para dos arpas, para tres guitarras, para cuatro guitarras y para orquesta sinfónica.

Banda sinfónica
- Huapantenario (2011) (6’) Comisionada por el Consejo Estatal de la Cultura y las Artes de Hidalgo en conmemoración del Bicentenario de la Independencia.
- De murmullos (1996) (26’) Estrenada en Santa María Tlahuitoltepec, Oaxaca con la Banda del CECAM en su 40° aniversario.

Orquesta sinfónica
- Sonfonía (2016) (12’) Comisionada por el Patronato del Centro Cultural Roberto Cantoral.
- Preludio (de Inclusión) a Tierra Mestiza (2014) (8’) Estrenada en el Palacio de Bellas Artes, del INBA.
- Sueños, Flores, Recuerdos (2003) (11’) Comisionado por la Orquesta Sinfónica de Oaxaca para el Festival de Primavera Rodolfo Morales.

Orquesta sinfónica y solista
- Concierto Citlalli No. 2 (2019) (22’). Con apoyo del SNCA.
- Concierto San Ángel (1982) (22’) Comisionada por Fonapas, estrenada en Palacio de Bellas Artes con la Orquesta Sinfónica Nacional. Cuenta con versión para guitarra y piano (22’).

Orquesta de cámara y solista
- Doble Concierto Claritarra (2015) (22’).
- De Murmullos (Homenaje a Juan Rulfo) (1996, rev. 2018) (26’).
- Doble Concierto Al Son (2013).
- Concierto Xalapango (2012) (23’) Dedicado al Ensamble Clásico de Guitarras de la Universidad Veracruzana con apoyo del SNCA/ FONCA.
- Concierto Dos Dalias (2010) (18’) Comisionado por la 39.ª Conferencia Nacional de la American Harp Society-Tacoma.
- Concierto Trirámuri (2009) (21’) Con apoyo del SNCA, FONCA y dedicado al Ensamble Contrastes para el VII Concurso y Festival de Guitarras 2009, Chihuahua Chihuahua.

Coro y orquesta de cámara
- Planeta Siqueiros (1995) (16’) (original para cine) (4).

Coro, orquesta de cámara y solista
- Vamo turu a Belé-Villancico negrillo (1996) (3’) (comisionada por el Centro Histórico de la Ciudad de México y estrenada en el Palacio de Bellas Artes). Cuenta con versión para tenor, coro mixto chico, flauta, violín, arpa, guitarra y percusión; y para orquesta de cámara sin solista.

Ópera
- Dos Mundos (1992) (65’). Libreto de Rolo Diez.

Música electroacústica y por computadora
- Cintarra (1988) (10’), compuesta con Arturo Márquez. Comisionada por el Instituto Nacional de Bellas Artes y estrenada en el ciclo En Torno a los Sonidos Electrónicos, Música de América y España.

## Discografía
- El círculo se cierra, 100 años de Juan Rulfo y 40 años del CECAM (2017).
- Folía y Son, Ensamble Tierra Mestiza, (2012).
- Querencia, Terceto de Guitarras de la Ciudad de México, (2009).
- Ida y Vuelta, Ensamble Tierra Mestiza, (2008).
- Moncayo, Ponce, Tamez y Oliva; Terceto de Guitarras de la Ciudad de México, (1988).
- Tierra Mestiza, (1985).

## Música para cine y danza
Cine
- 100 años con Rulfo (2017). Director: Juan Carlos Rulfo.
- Purgatorio (2008). Director: Roberto Rochín.
- Después de la Muerte (2006). Director: Roberto Rochín.
- Tepeyólotl (2005). Director: Miguel Ángel García.
- Luz en las tinieblas (2003). Director: César Zevallos.
- Paso del Norte (2002). Director: Roberto Rochín.
- Con chicle y pega (2002). Director: Federico Schmucler.
- Un día más (2002). Director: Pablo Tamez.
- El Milagro (2000). Director: Ernesto Contreras.
- Del Olvido al No Me Acuerdo (1999). Director: Juan Carlos Rulfo.
- No Existen Diferencias (1999). Director: Ariel Gordon.
- Adiós Mamá (1997). Director: Ariel Gordon.
- Cien Años de Cine Mexicano (1997). Director: Carlos Carrera.
- Planeta Siqueiros (1995). Director: José Ramón Mikelajauregui.
- Pedazo de Noche (1995). Director: Roberto Rochín.
- El Abuelo Cheno y otras historias (1994). Director: Juan Carlos Rulfo.

Danza
- La Zaranda (2006) Coreografía: Irene Martínez.

- Tres Fridas (2001) Flauta, violín, violoncello y guitarra (comisionada por Danza Floricanto, en su XXV aniversario. Luckman Fine Arts Complex, Cal State University. Los Angeles, California).
- Sí se Puede. Danza Floricanto Luckman Fine Arts Complex, Cal State University. Los Angeles, California. 18 de septiembre de 1998.
- Caliente: danzón, mambo, salsa. Espectáculo dancístico de Marco Antonio Silva. Grupo Utopía. Música de A. Márquez, H. Villalobos, D. Pérez Prado, I. López “Cachao” y G. Tamez. Interludios musicales, de G. Tamez. Plaza de Santo Domingo. XIII y XIV Festival del Centro Histórico de la Ciudad de México. Marzo de 1997 y 1998.